# Rafael García Granados
Rafael García-Granados y Campero (n. Ciudad de México, 20 de febrero de 1893 - f. 7 de enero de 1956), generalmente citado como Rafael García Granados, fue un historiador, periodista y agrónomo mexicano, fundador del Instituto de Investigaciones Estéticas y del Instituto de Investigaciones Históricas  de la Universidad Nacional Autónoma de México. Fue bisnieto de José Fernando Ramírez y sobrino de Ricardo García-Granados.

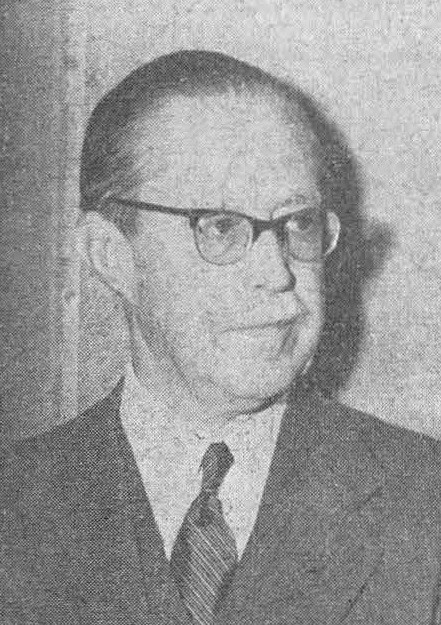
Fotografía de Rafael García Granados, México. Tomada de la Gaceta de la Universidad Nacional Autónoma de México, no. 54 Lunes 29 de agosto de 1955

## Estudios
Sus padres fueron Alberto García-Granados y Ramírez y  Teresa María de la Merced Campero y Florez. Realizó sus primeros estudios en la Ciudad de México, y se trasladó a San Antonio, Texas, donde ingresó a la Saint Louis University para obtener la maestría en Artes. Sin ejercer esta especialidad, se trasladó a Gembloux, Bélgica, donde comenzó a estudiar la licenciatura de ingeniería agrícola en el Instituto Agronómico de la localidad, debido a que su familia tenía una finca en las cercanías del Iztaccíhuatl llamada Cháhuac. En 1914, al iniciar la Primera Guerra Mundial suspendió sus estudios, y regreso a México, donde comenzó a estudiar e investigar la historia de las culturas indígenas y el desarrollo del virreinato de la Nueva España. En 1915 su padre fue capturado y posteriormente sometido a juicio y condenado a muerte por órdenes de Venustiano Carranza.
La Secretaría de Educación Pública le otorgó el título de Historiador en 1945, y la Universidad Nacional Autónoma de México el grado de maestría de Ciencias Históricas en 1949.

## Historiador y académico
Fue fundador de la licenciatura en Historia en la Facultad de Filosofía y Letras de la UNAM. Impartió el Seminario de Historia de México en la Escuela Nacional de Antropología e Historia. Dio conferencias sobre códices indígenas, arte mexicano e historia de la conquista de México en la Escuela de Verano y en el México City College. Fue profesor visitante en la Tulane University en Nueva Orleans y en la The Catholic University of America de Washington D. C..
En 1935 junto con Manuel Toussaint fue fundador del Instituto de Investigaciones Estéticas de la UNAM. Fue miembro de la Academia Mexicana de la Historia, ocupó el sillón 13, de 1936 a 1956. En 1945, junto con Pablo Martínez del Río fue fundador del Instituto de Investigaciones Históricas con Pablo Martínez del Río, legándole a la institución su importante biblioteca que sirvió como núcleo inicial, por lo que actualmente lleva su nombre. En 1949 fundó y presidió la Sociedad de Estudios Cortesianos. Recibió de Francia el reconocimiento de las Palmas Académicas y de España la Condecoración de Isabel la Católica, fue miembro de la Sociedad Mexicana de Geografía y Estadística.

## Publicaciones
Es autor de entre otras obras de:
- Filias y fobias, opúsculos históricos (1937)
- Cortés ante la juventud (1949)
- Capillas de indios en la Nueva España (1935)
- Estudio comparativo de los signos cronográficos en los códices prehispánicos de México (1939)
- Historia gráfica del Hospital de Jesús publicación póstuma (1956)